# Осмокраки гадини
„Осмокраки гадини“ (на английски език - Eight Legged Freaks) е американски филм от 2002 година, ужаси-комедия, на новозеландския режисьор Илори Елкайем, продуциран от Роланд Емерих.
Бюджета на филма е 30 млн. долара, а приходите му в световен мащаб са 45 867 333 млн. долара.
Във филма участват актьорите:
- Дейвид Аркет (Крис Маккормик)
- Кари Уърър (шериф Саманта Паркър)
- Скот Тера (Майк Паркър)
- Скарлет Йохансон (Ашли Паркър)

 Внимание:  Текстът по-долу разкрива сюжета на произведението (или части от него)!
„Осмокраки гадини“ е филм за жителите на малко миньорско градче, които откриват, че химически отпадъци са променили генетично хиляди дребни паячета, които мутират до размера на лека кола..... При това са гладни.
Обявявайки тревога, минният инженер Крис Маккормик прави всичко възможно, да мобилизира гражданите за решителна битка срещу кръвожадните осмокраки чудовища.
1. 1 2  stopklatka.pl //   Посетен на 2 юли 2016 г.
2. 1 2 3  www.filmaffinity.com //   Посетен на 2 юли 2016 г.
3. 1 2 3 4  www.imdb.com //   Посетен на 2 юли 2016 г.
4. 1 2 3  www.adorocinema.com //   Посетен на 2 юли 2016 г.
5. 1 2  www.interfilmes.com //   Посетен на 2 юли 2016 г.
6. 1 2  www.metacritic.com //   Посетен на 2 юли 2016 г.